# Prater SV
Der Prater SV (Langname: „Prater Sportverein“) ist ein Fußballverein aus dem 2. Gemeindebezirk (Leopoldstadt) der österreichischen Bundeshauptstadt Wien. Der Verein gehört dem Wiener Fußballverband (WFV) an und spielt in der Saison 2024/25 in der 1. Klasse Wien B. Der Verein trägt seine Spiele im KSV-Sportzentrum mit 1000 Plätzen aus.

## Geschichte
In der Saison 1971/72 feierte der Verein seinen 1. Meistertitel in der Wiener Liga. Man hielt sich anschließend bis zum Abstieg in der Spielzeit 1979/80 durchgehend in der Regionalliga Ost.
 Die beste Platzierung erreichte man im Jahr 1976 als Dritter.
Den nächsten Meilenstein in der Vereinsgeschichte erreichte man mit dem Sieg im Wiener-TOTO-Cup in der Spielzeit 1995/96, als im Finale der SKF Helfort 15 mit 4:2 besiegt werden konnte.
An der 63. Auflage des ÖFB-Cup im Frühjahr 1996 nahm der Prater Sportverein erstmalig teil. In der Vorrunde wurde der DSV Fortuna 05 mit 7:0 besiegt, ehe die Cup-Reise mit einem 1:4 gegen den SV Gerasdorf in Runde 1 zu Ende ging.
Ab der Saison 1997/98 nahm man in einer Spielgemeinschaft mit den Austria Wien Amateuren am Meisterschaftsbetrieb teil und konnte einen weiteren Meistertitel in der Wiener Liga erringen. In dieser Spielzeit nahm man als 'Spielgemeinschaft' auch am ÖFB-Cup teil. In der Vorrunde schlug man den UFC St. Peter/Au mit 0:2 und in der 1. Runde konnte der SR Donaufeld Wien mit 3:1 n. V. besiegt werden. In der 2. Cuprunde wartete der Bundesligist SK Rapid Wien, welcher sich schlussendlich mit 1:3 durchsetzte.
Im Jahr 2000 wurde die Kooperation mit den Austria Wien Amateuren beendet und der Gang in die Tiefen des Wiener Fußballs angetreten.

## Bekannte Spieler und Trainer
- Rudolf „Rudi“ Flögel
- Kurt Jusits
- Christian Schandl
- Markus Holemar
- Engin İpekoğlu
- Denis Berger

## Erfolge
- Wiener Liga:
  - 2 × Meister: 1972 (als Prater SV), 1998 (SG mit Austria Wien Amateure)
- Wiener-TOTO-Cup:
  - 1 × Cupsieger: 1996